# قایق بازویی

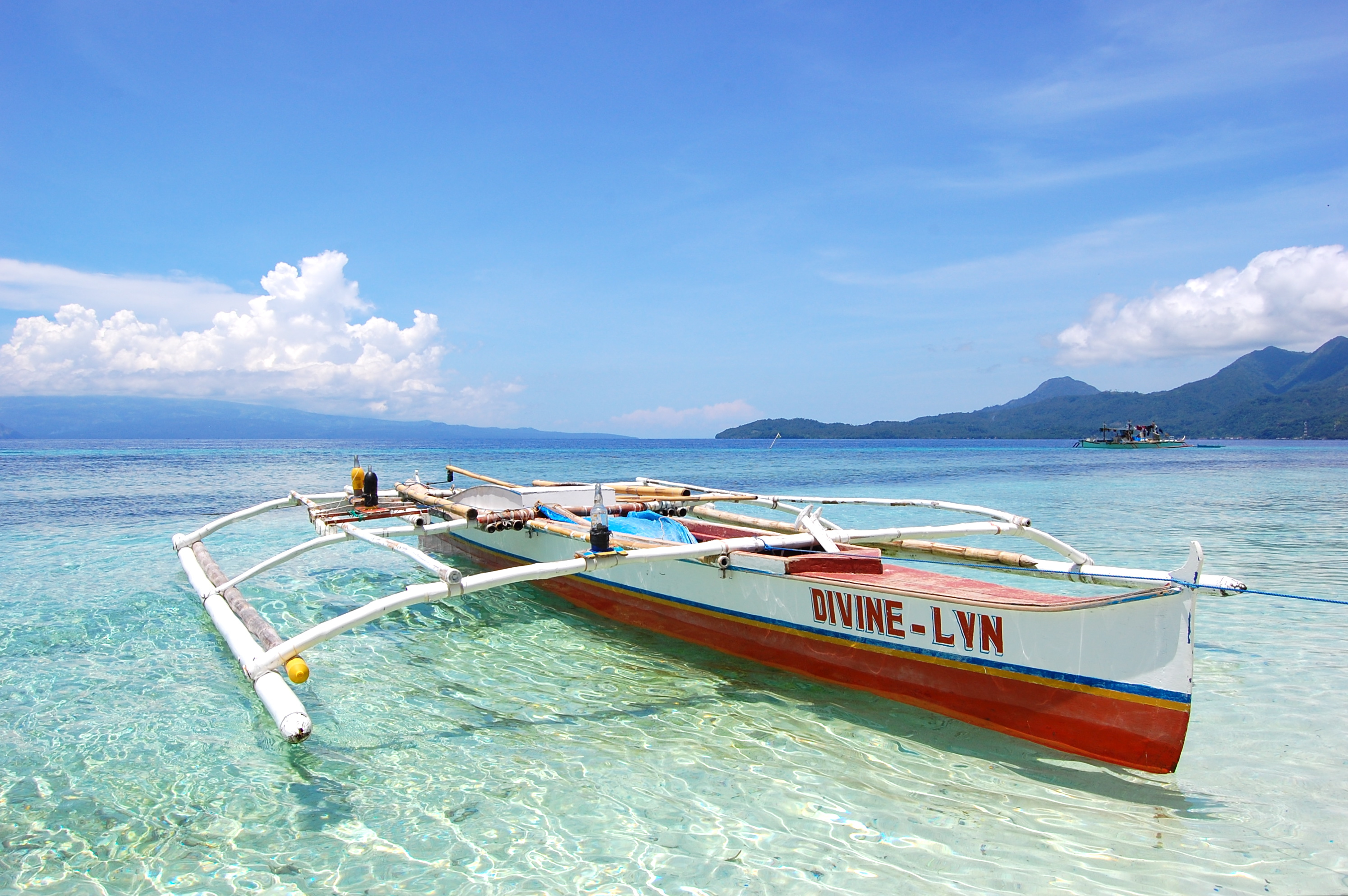
یک قایق بازویی دوچوبه (بانگ‌کا) در جزیره سفید، فیلیپین.

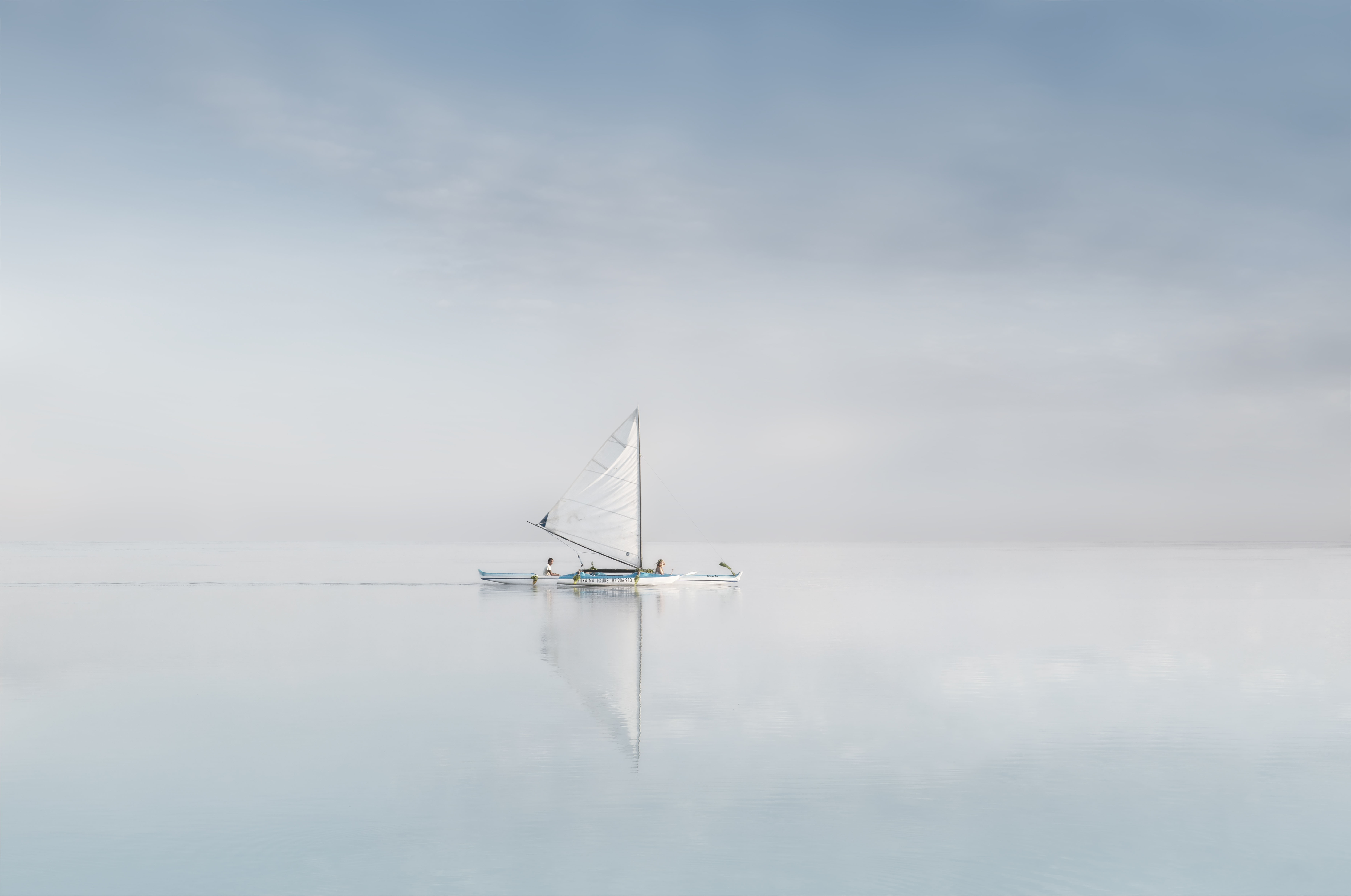
نگاره‌ای از یک قایق بازویی دونفره در پُلی‌نِزی فرانسه.

قایق بازویی (انگلیسی: Outrigger boat) نوعی شناور است با چوب‌های بازویی دراز طرفین که در امتداد بدنه قایق به بدنه وصل شده‌اند. این چوب‌ها برای ایجاد ثبات و توازن بهتر برای قایق و نگاه داشتن تور ماهیگیری استفاده می‌شوند.
قایق‌های بازویی کوچک‌تر معمولاً یک چوب کناری دراز دارند و قایق‌های بزرگ‌تر دو چوب.
این نوع قایق‌ها از جنوب شرقی آسیا سرچشمه می‌گیرند، جایی که از آنها برای ترابری دریایی بین جزایر استفاده می‌شد. گمان می‌رود اولین مهاجرت انسانی به استرالیا و پلی‌نزی با کمک این نوع قایق صورت گرفته باشد.